# Manlio Pacini
Manlio Pacini (Firenze, 4 giugno 1913 – Firenze, 12 settembre 1998) è stato un calciatore italiano, di ruolo attaccante.

## Carriera
Cresciuto nella Fiorentina, dopo gli esordi in Prima Divisione con il Prato debutta in Serie B nel 1935-1936 con il Modena, disputando 26 partite e segnando 8 gol.
L'anno seguente passa al Viareggio dove colleziona 23 presenze e 4 reti sempre in Serie B.
Negli anni successivi è al Palermo, con cui disputa altri tre campionati cadetti per un totale di 64 presenze ed 11 reti.
Nella stagione 1940-1941 infine vince il campionato di Serie C con la maglia del Prato.

## Palmarès

### Club

#### Competizioni nazionali
- Serie C: 1

Prato: 1940-1941